# Abracadabra (film, 1952)
Pour les articles homonymes, voir Abracadabra (homonymie).
Pour plus de détails, voir Fiche technique et Distribution.
Abracadabra est un film italien réalisé par Max Neufeld, sorti en 1952.

## Synopsis
Trois criminels complotent pour escroquer une riche veuve de sa fortune, mais leurs plans sont contrecarrés par le retour soudain de son mari, qui est loin d'être mort.

## Fiche technique
- Titre : Abracadabra
- Réalisation : Max Neufeld
- Scénario : Goffredo Gustavino, Mario Massa
- Photographie : Vincenzo Seratrice
- Cadreur : Marcello Gatti
- Montage : Marcella Gengarelli
- Musique : Tarcisio Fusco
- Scénographie : Alfredo Montori (it)
- Décors : Camillo Del Signore
- Trucages : Guglielmo Bonotti
- Producteur : Raffaele Colamonici (it), Umberto Montesi
- Société de production :
- Pays d'origine :  Italie
- Langue : Italien
- Format : Noir et blanc - 35 mm - Mono
- Genre : Comédie
- Durée : 92 minutes
- Dates de sortie :
  -  Italie : 22 février 1952

## Distribution
- Mario Riva : Amleto
- Riccardo Billi : Antonio
- Lilia Landi : Carmela
- Guglielmo Inglese : Nicola Caiazzo
- Alberto Sorrentino : Fernando, dit Fefé
- Paul Muller : Alfredo
- Marcella Rovena : Cesira Caiazzo
- Nyta Dover : Lucia
- Simona Gore : Maria
- Clely Fiamma : Antonietta
- Marco Tulli : le majordome
- Silvio Bagolini : le monsieur bègue
- Bruno Corelli : il Decio
- Alfredo Martinelli : le baron Gregorio
- Pietro Tordi : Giacomo
- Amina Pirani Maggi
- Rino Leandri
- Riccardo Antolini
- Luigi Erminio D'Olivo
- Marcella Contini